# 평양화력발전소
평양화력발전소(平壤火力發電所)는 조선민주주의인민공화국 최초의 화력발전소이다.

## 개요
평양화력발전소는 평양시 평천구역의 새살림거리에 있으며 1960년 12월에 소비에트 련방의 원조에 의해서 생긴 것이다. 1961년 9월에 착공하여 1965년 12월에 1단계 공사가 완공되어 발전을 시작하였으며 1960년대 중반과 1970년대 초반에 걸쳐 2단계 공사와 3단계 공사가 완공되었다. 1980년대에 들어서서 자체의 기술로 설비와 시설을 확충 보강하여 발전능력을 대대적으로 높였다.

## 현황
현재 396,000m2규모의 부지를 차지하고 있으며 5만kW급 발전기 8대, 10만kW급 발전기 1대가 설치되어 있는데, 시설용량은 약 50만kW이다. 이 곳에서 발전한 전기는 평양시의 시민들에게 공급하고 있는데, 평남 북부탄전의 순천지구(신창, 영대, 천성청년과 2.8직동청년탄광 등), 덕천지구, 개천지구 탄전과 강동지구 탄전의 흑령탄광 등지로부터 공급되는 석탄을 이용한다. 그 밖에 난방을 공급하고 발전소에서 나오는 재에서 소성탄을 분리하고 연재는 건재로 이용한다.

## 참고 문헌
- 통일부 북한정보포털 - 평양화력발전소